# Pra Dançar com Você
Pra Dançar com Você é o quarto álbum de estúdio da dupla brasileira Sandy & Junior, lançado em outubro de 1994. A produção é do pai dos artistas, o cantor Xororó. Diferente de álbuns anteriores, segue uma sonoridade mais pop e com referências à música dos anos de 1960, em especial a da Jovem Guarda, além de estilos inéditos em sua discografia, como a dance music, gênero musical que estava em voga naquele momento.
Para promovê-lo foram lançados três singles: "Com Você", "Eu Quero é Mais" e "Dance Dance Dance", todos apresentados em programas de TV e bem executados em rádios. Com a turnê, fizeram shows em várias cidades brasileiras e foram vistos por mais de um milhão de pessoas. Foi bem recebido pelo público, 160 mil cópias foram vendidas antecipadamente nas lojas, e no total, chegou a marca de mais de 500 mil cópias comercializadas, o que rendeu novos discos de ouro e de platina.

## Antecedentes
Em 1993, Sandy & Junior lançaram o que foi a primeira guinada em relação à música pop de sua carreira. O álbum Tô Ligado em Você lançado no ano mencionado, explorou estilos musicais totalmente diferentes da música sertaneja presentes nos dois primeiros álbuns de seu catálogo musical.
Essa primeira tentativa de desvincular-se da música que era bastante ligada a de Chitãozinho & Xororó (tio e pai da dupla, respectivamente), obteve um ótimo retorno, com o disco vendendo cerca de 360 mil cópias pouco depois de lançado.

## Produção
Para o quarto trabalho da carreira, tendo novamente Xororó como o produtor, seguiram inovando no repertório. Dessa vez, trazendo regravações de músicas da época da Jovem Guarda, que foi um movimento cultural brasileiro surgido em meados da década de 1960, que mesclava música, comportamento e moda. Dessa época foram feitas versões cover dos clássicos "Minha Fama de Mau", "Terror dos Namorados", "Veja Se Me Esquece", "Vem Quente Que Eu Estou Fervendo", "Filme Triste", "Maria Mole", entre outros.
Na época das gravações, Sandy estava no início da puberdade e consequentemente, sua voz estava mudando. Por conseguinte, não conseguia atingir algumas das notas mais agudas exigidas em canções como "Com Você". Junior, que na época tinha dez anos, acabou assumindo as partes mais agudas da canção.
Em entrevista ao podcast de André Piunti, o compositor Feio revelou que gostaria de lançar uma versão da música "My Ding-a-Ling", do cantor Chuck Berry, cuja composição foi feita por Dave Bartholomew. Como os detentores dos direitos autorais não liberaram a versão, Xororó teve a ideia de mudar a linha melódica e harmônica e colocar um beat diferente da versão original e lançar como uma música inédita. A música em questão se transformou em "Pinguilim", uma das faixas mais conhecidas do álbum, cuja letra causou controvérsia por falar do órgão genital masculino.

## Canções notáveis
O carro-chefe escolhido foi a canção "Com Você", versão em português de "I'll Be There", presente no terceiro álbum do grupo Jackson 5. Obteve êxito e tornou-se a música mais cantada em turnês que vieram nos anos seguintes. Destacam-se também: "Criança Esperança", composta especialmente para o programa homônimo, da TV Globo, a primeira experiência da dupla com dance-pop, "Dance, Dance, Dance", e "X da Questão", composta em homenagem à apresentadora Xuxa.[carece de fontes?]

## Recepção comercial

Sandy e Junior recebendo disco de ouro e platina pelas vendas do álbum

De acordo com a revista Manchete, de 15 de outubro de 1994, as pré-vendas dos lojistas foram de 160 mil cópias, o que o tornou elegível para um disco de ouro, bem antes de ser comercializado de fato. Um disco de ouro e outro de platina foi entregue enquanto eles faziam um dos shows de promoção do disco, no mesmo ano.
Em 1998, o site oficial e outros meios de imprensa informaram que as vendas já haviam atingido 390 mil cópias. Em 2002, quando iniciaram uma carreira internacional, um site foi feito e trazia vendas atualizadas de sua discografia, constando que mais de 500 mil exemplares tinham sido vendidos no Brasil, mesmo feito que o seu antecessor, lançado em 1993. A mesma estimativa foi dada por outros veículos de comunicação.
Em relação aos certificados, Tô Ligado em Você está registrado com dois discos de ouro no site da Pro-Música Brasil (PMB) (antiga ABPD), um em 1993 e outro em 1994. Não se sabe ao certo se o erro em relação ao segundo disco de ouro é de um possível certificado por vendas maiores (platina), ou se houve confusão com o nome dos discos, visto que são parecidos.

## Lista de faixas
Créditos adaptados do encarte do CD Pra Dançar Com Você, de 1994.
| N.º            | Título                                                                              | Compositor(es)                                                        | Duração |  |
| 1.             | "Com Você"                                                                          | B. Gordy W. Hutch B. West Xororó 1 Feio 1 Noely 1                     | 4:19    |  |
| 2.             | "Ser Criança"                                                                       | Dave Maclean Feio                                                     | 3:28    |  |
| 3.             | "O Pica-Pau"                                                                        | Lilian Knapp Renato Barros                                            | 2:19    |  |
| 4.             | "Pra Dançar com Você"                                                               | Erica Cristina Dave Maclean Feio                                      | 3:49    |  |
| 5.             | "Eu Quero é Mais"                                                                   | Knapp Carlos Colla                                                    | 2:44    |  |
| 6.             | "Nascemos pra Cantar"                                                               | Danny Moore Chitãozinho 1 Xororó 1                                    | 3:05    |  |
| 7.             | "Dance, Dance, Dance"                                                               | Feio Xororó Noely                                                     | 3:36    |  |
| 8.             | "Pout-pourri I: Devolva-me / Veja Se Me Esquece / Vem Quente Que Eu Estou Fervendo" | Barros Knapp Marcos Roberto Dori Edson Carlos Imperial Eduardo Araújo | 3:44    |  |
| 9.             | "Filme Triste"                                                                      | John D. Loudermilk Romeu Nunes 1                                      | 3:17    |  |
| 10.            | "Maria Mole"                                                                        | Rita Lee Guto Graça Mello                                             | 4:03    |  |
| 11.            | "Pout-pourri II: Minha Fama de Mau / Terror dos Namorados / O Bom"                  | Erasmo Carlos Roberto Carlos Carlos Imperial                          | 3:22    |  |
| 12.            | "Pinguilim"                                                                         | Feio Xororó                                                           | 2:34    |  |
| 13.            | "Criança Esperança"                                                                 | Fátima Leão Feio Xororó                                               | 3:45    |  |
| 14.            | "X da Questão"                                                                      | Alvaro Socci Cláudio Matta                                            | 2:49    |  |
| Duração total: | Duração total:                                                                      | Duração total:                                                        | 46:54   |  |

- 1 Compositor da versão em português

## Ficha técnica
Fontes: 
- Direção Artística: Max Pierre
- Coordenação de Produção: José Celso Guida
- Arranjos e Regência: Julinho Teixeira
- Programação e Arranjos: Feio
- Teclados: Julinho Teixeira
- Violões e Guitarras: Paulinho e Feio
- Bateria: Maguinho
- Baixo: Luiz Gustavo
- Banjo, Gaita e Harpa: Feio
- Percussão: Julinho Teixeira e Feio
- Sax: Proveta
- Coro: Silvinha, Cidinha, Tania Lenke, Bebel, Ringo, Feio e Noely
- Cordas: Alexandre Ramirez, Altamir T.B. Salinas, Lea Kalil Sadi, Mário Perotta, Ruy S.G. Salles, Glauco Imasato, Akira Terazaki, Bráulio Lima e Regina de Vasconcelos Pinto
- Teclados: KX 88, Super JD 800, JV 880 e images/W FD - Cedidos por: Pojito
- Gravado nos Estúdios: Art Mix (SP) - Caverna (RJ) - M.M. (Campinas-SP) - Mosh (SP)
- Engenheiro de Gravação: André Mais (M.M.)
- Técnicos de Gravação: JR Côto (Art Mix) - Adriano (Mosh) - Julinho (Caverna)
- Assistentes de Gravação: Ale Russo e Otávio Paixão (Art Mix) - Sandro (Mosh)
- Mixado por: Tony e Peluso
- Assistente: Tom Biener
- Estúdio: The Enterprise (Los Angeles)
- Masterizado no Future Disc
- Masterizado por: Steve Hall
- Produção Visual: Noely
- Figurino: Mel & Hortelã (Campinas-SP)
- Fotos: Sérgio Saraiva
- Design & Ilustrações: Dan Palatnik
- Direção de Arte: Gê Alves Pinto
- Contatos para Shows: (0192) 55-4899
- Uma Produção PolyGram dirigida por: Xororó
- Coprodução: Feio e Noely

## Certificação e vendas
| Região                     | Certificação | Vendas  |
| -------------------------- | ------------ | ------- |
| Brasil (Pro-Música Brasil) | Ouro         | 500,000 |